# 夏曆 (古六曆)
《夏曆》屬於陰陽曆，是中國古代曆法古六曆的一種。採用十九年七閏法，1太陽年{\displaystyle 365{\frac {1}{4}}}日（＝365.25日）（四分法）、1朔望月{\displaystyle 29{\frac {499}{940}}}日（≒29.53086日）。以春正月為歲首，十二月為歲末，閏月置於年終。
夏曆的測制年代，經近人白光琦推算，在西元前422年時夏曆朔旦與天密合，即使尚有誤差也在西元前422年正負32年之間，行用約在三晉為侯前後。

## 文內注釋
1. ↑  白光琦. . 《先秦年代探略》2008年  134頁.